# Blasticomyces
Blasticomyces — рід грибів родини Laboulbeniaceae. Назва вперше опублікована 1985 року.

## Класифікація
До роду Blasticomyces відносять 3 види:
- Blasticomyces denigratus
- Blasticomyces fastigiatus
- Blasticomyces lispini